# Chiesa di Santa Maria Annunziata in Borgo
La chiesa di Santa Maria Annunziata in Borgo, popolarmente chiamata Annunziatina, è un oratorio di Roma, nel rione Borgo, sul lungotevere Vaticano.
La chiesa venne costruita in Borgo Santo Spirito tra il 1742 e il 1745 dall'architetto Pietro Passalacqua come oratorio dell'Arciconfraternita dell'Ospedale di Santo Spirito in Sassia. Ma nel 1940, in concomitanza con l'apertura di Via della Conciliazione, l'oratorio fu smontato e ricostruito dieci anni più tardi nella posizione attuale lungo il Tevere.
La facciata è uno dei più graziosi esempi di stile settecentesco romano. L'interno si presenta ad unica navata, con decorazioni rifatte in stucco. In essa sono conservate opere della scomparsa chiesa di San Michele Arcangelo ai Corridori di Borgo; in particolare un affresco raffigurante Madonna del latte col Bambino attribuito ad Antoniazzo Romano, e una lunetta con Apparizione di san Michele Arcangelo a papa Gregorio Magno.

## Bibliografia

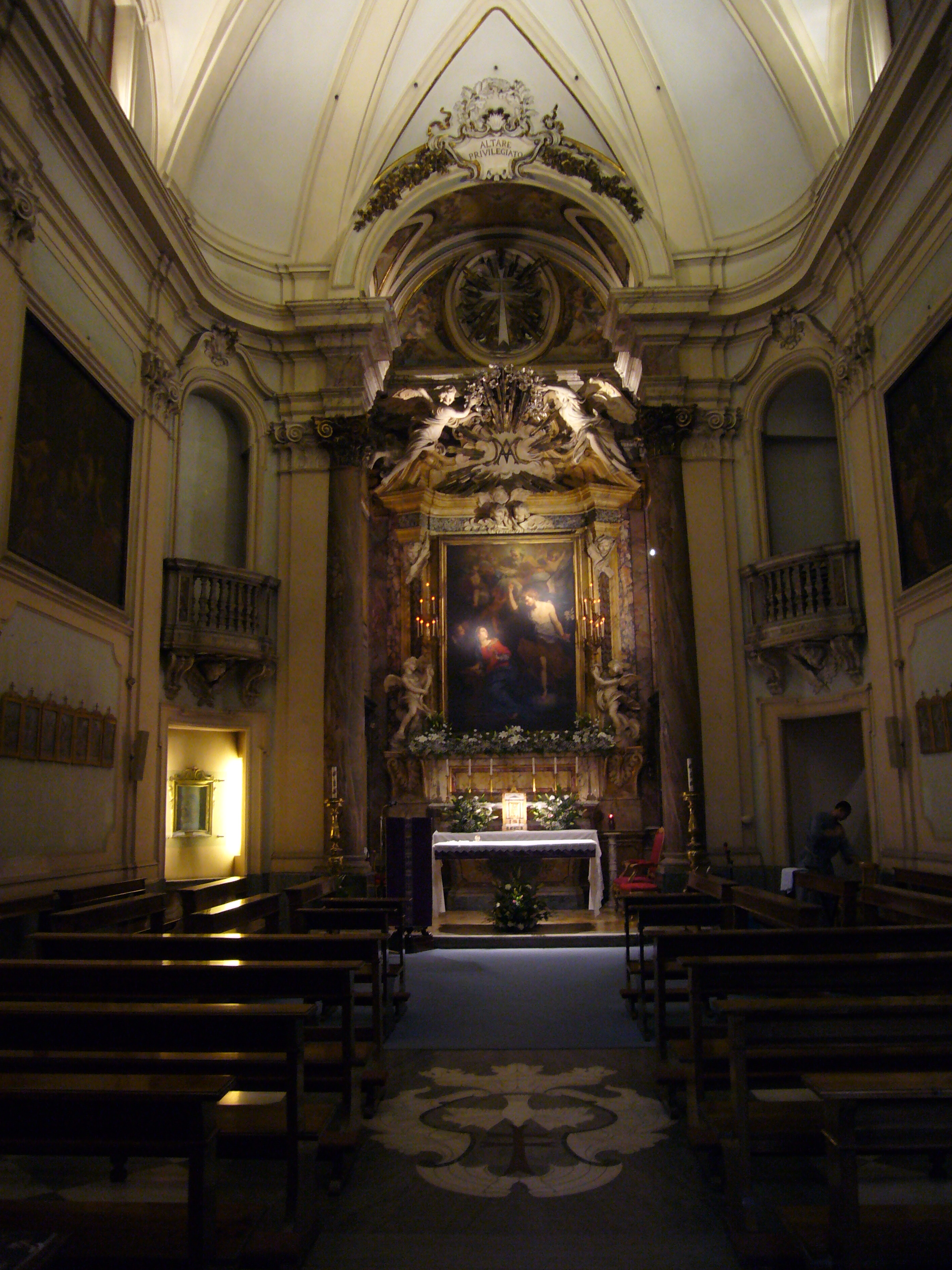
L'interno